# Alexander Mair
Alexander Mair (25 août 1889 – 3 août 1969) était un homme politique australien qui a été premier ministre de la Nouvelle-Galles du Sud du 5 août 1939 au 16 mai 1941. Né à Melbourne, Mair a travaillé dans diverses entreprises avant de déménager à Albury, en Nouvelle-Galles du Sud, où il a été membre de l’Assemblée législative de la Nouvelle-Galles du Sud pendant quatorze ans. En 1932, Mair fut élu au siège d’Albury et réélu quatre fois. Il se hisse rapidement dans le cabinet du gouvernement du Parti uni d’Australie de Bertram Stevens, devenant ministre adjoint en avril 1938, ministre du Travail et de l’Industrie en juin et trésorier colonial en octobre.
Fervent partisan de Stevens tout au long de son mandat comme premier ministre, Mair devint son successeur en août 1939, après la défaite de Stevens dans une motion de censure présentée par le ministre renégat, Eric Spooner. Devenu Premier ministre à un moment difficile pour le gouvernement, Mair a été marquée par son unification de son parti anciennement agité, le renforcement des dépenses gouvernementales et des impôts pour réduire la dette, et de nouvelles lois du travail pour réduire le chômage. Lorsque la Seconde Guerre mondiale éclate en septembre 1939, Mair mobilise l’État en faveur de l’effort de guerre mais trouve difficile de communiquer son message aux électeurs. Il est premier ministre jusqu’à ce qu’il perde l’élection de mai 1941 au profit du Parti travailliste sous William McKell, perdant 20 sièges.
Resté chef de l’opposition, avec l’effondrement de l’UAP, Mair est devenu chef du nouveau Parti démocratique et a participé aux négociations pour unir les partis conservateurs brisés et former le Parti libéral en 1945. Lorsque Reginald Weaver mourut en novembre 1945, quelques mois seulement après être devenu le premier chef du Parti libéral en Nouvelle-Galles du Sud, Mair fut choisi pour lui succéder. Mair demeura à la tête du parti jusqu’à sa démission en mars 1946 pour se présenter au Sénat australien. Sans succès, il se retira à Melbourne, où il mourut en 1969, à l’âge de 79 ans.

## Enfance
Alexander Mair est né le 25 août 1889 dans la banlieue de Melbourne de North Carlton, Victoria, l’aîné des parents victoriens Alexander Mair, marchand de bois et d’acier, et son épouse Florence Mair (née Hunter). Mair fit ses études au Wesley College, où il excella dans le sport, puis au Bradshaw Business College. [4] À la fin de ses études, Mair travailla dans l’entreprise de son père, Alexander Mair & Co., où il était marchand de bois, de fer et d’acier. Le 29 octobre 1913, Mair épouse Grace Lennox à l’église écossaise de Melbourne et a deux fils, John et Sandy, et une fille, Margaret.
Lorsque son père mourut aussi cette année-là, Mair prit la direction de l’entreprise, qui se transforma en quincaillerie. Il s’est impliqué dans toutes les facettes de l’entreprise, visitant souvent des fournisseurs étrangers. Cependant, un accès de grippe dans l’épidémie de 1919 et l’asthme subséquent l’a amené progressivement à se retirer des affaires. En 1922, il vendit la cour d’acier, puis, en 1925, le reste des actifs de la compagnie à James McEwan & Co. Pty Ltd, dont il fut administrateur jusqu’en 1927. [3] En 1928, Mair achète 'Rockwood', une propriété de pâturage à l’extérieur d’Albury, en Nouvelle-Galles du Sud, où les Mairs élèvent des moutons et des bovins ainsi que des céréales.

## Début de carrière politique
Mair entra pour la première fois en politique aux élections du 11 juin 1932, lorsqu’il se présenta comme candidat du Parti uni d’Australie pour le siège local d’Albury à l’Assemblée législative de la Nouvelle-Galles du Sud. La campagne électorale a été remarquée peu de temps après la destitution du premier ministre Jack Lang et a été touchée par la violence de la Nouvelle Garde de droite. Malgré cela, Mair a obtenu le siège du membre du parti travailliste, Joseph Fitzgerald. Bien qu’il n’ait obtenu que 30,65 % des suffrages primaires contre 40,07 % de Fitzgerald, Mair a réussi à obtenir le siège avec les préférences des pays-parties, avec une marge de 58 à 41 %.
À titre de député local, Mair s’intéressa à aider les personnes touchées par la Grande Dépression et remplit sa promesse électorale de donner la majeure partie de son salaire parlementaire aux pauvres de son propre électorat, pratique qu’il continua jusqu’en 1938. [6] Membre de l’arrière-ban, Mair était reconnu comme un ardent défenseur du premier ministre Bertram Stevens à une époque où la discipline de parti au sein de l’UAP était inexistante. Mair se bâtit bientôt une réputation de député loyal, mais aussi fortement indépendant, et de puissant débatteur à la Chambre.
Aux élections de mai 1935, Mair est réélu à son siège avec une marge de 59,03%. En 1937, il se rend en Grande-Bretagne avec sa femme pour le couronnement du roi George VI et tente plus tard d’entrer en Union soviétique, dans le but d’étudier les problèmes sociaux associés à un système communiste, comme marin sur un navire norvégien, mais on lui refuse l’entrée.

## Ministre de la Couronne
Aux élections de mars 1938, Mair fut réélu avec une marge légèrement réduite de 57,76 %. [9] Toutefois, à cette occasion, Mair est nommé ministre adjoint du nouveau cabinet du premier ministre Stevens le 13 avril 1938. Il occupa ce poste pendant dix semaines, jusqu’au 1er juin 1938, année où il fut promu ministre du Travail et de l’Industrie, poste qui avait été libéré par la mort de son prédécesseur, John Dunningham. Bien qu’il n’ait occupé ce portefeuille que pendant une courte période, Mair connut beaucoup de succès et acquit la réputation de comprendre et de comprendre les points de vue des travailleurs, ce qui permit de résoudre plusieurs conflits de travail.
Il servit jusqu’au 13 octobre, date à laquelle le premier ministre Stevens le promut trésorier colonial. Dès son entrée en fonction, Mair a immédiatement proposé des réductions drastiques des dépenses pour rétablir l’équilibre budgétaire et trouver de nouvelles sources de revenus fiscaux. Dans ce cadre, il a publié une circulaire à tous les ministres du gouvernement pour déclarer toute dépense de plus de £3000 au Trésor pour approbation. Tous se sont conformés, sauf le leader adjoint et ministre des Travaux publics et des Gouvernements locaux, Eric Spooner, qui a cherché à miner la confiance dans le leadership de Stevens. En juillet 1939, Stevens et Mair tentèrent d’empêcher les tactiques perturbatrices de Spooner en créant un comité de quatre personnes, composé de Mair, Stevens, Spooner et du chef du parti national, Michael Bruxner, pour approuver toutes les dépenses. Furieux de ce geste, Spooner démissionna le 21 juillet 1939 de ses fonctions de ministre et de leader adjoint, invoquant comme motif un 'désaccord dans la politique gouvernementale sur les secours'.
Le 1er août 1939, Spooner adopta une motion de défiance à l’endroit de Stevens, motion qui, de façon inattendue, fut adoptée par deux voix en raison de l’absence de plusieurs ministres. Le 3 août, Stevens remit sa démission au gouverneur, lord Wakehurst, mais on lui accorda plusieurs jours pour rester jusqu’à ce que son successeur soit choisi. Après sa démission, Spooner a été présenté comme le successeur possible de Stevens jusqu’à ce que le vice-premier ministre Bruxner refuse de former un gouvernement de coalition avec Spooner, qui s’opposait à l’influence du Country Party, tandis que Stevens tentait d’obtenir l’appui de Mair. Lors d’une réunion du parti, le 5 août, Spooner choisit de ne pas proposer de candidat et Mair défait Athol Richardson par 18 voix contre 6, devenant chef du United Australia Party et fut assermenté comme premier ministre par lord Wakehurst le même jour.

## Premier ministre de la Nouvelle-Galles du Sud
Héritant d’un gouvernement de plus en plus dysfonctionnel et d’une situation financière qui se détériorait, Mair lutta rapidement contre la désunion du parti, mais rétablit les comités d’orientation des députés d’arrière-ban qui étaient tombés en désuétude sous Stevens. Mair convoqua régulièrement des réunions du parti et sa manière conciliante ne tarda pas à unir son parti autrefois dysfonctionnel. C’est cette discipline de parti et cette unité qui devaient caractériser le premier ministre Mair. [14] En identifiant plusieurs domaines clés de réforme, Mair s’est efforcé de lutter contre la situation économique en augmentant fortement les impôts, mais a également prévu qu’une certaine proportion des capitaux générés par les salaires et l’impôt sur le revenu soit consacrée au chômage et à l’aide sociale. D’autres modifications ont été apportées à la Loi sur la location immobilière, à l’aide aux clubs de course de pays et à la prestation de mesures de santé et de sécurité dans les mines de charbon. [15] Malgré cela, Mair resta fidèle à l’ancien chef Bertram Stevens. Lors de son discours à Albury le 14 août, il a déclaré : "Ce que j’ai appris sous sa direction compétente sera mis au profit de la Nouvelle-Galles du Sud."
Mair remania considérablement son cabinet, annonçant le nouveau ministère le 16 août. Parmi les nominations figuraient Athol Richardson comme trésorier colonial, Lewis Martin assuma les anciens rôles de Spooner aux Travaux publics et aux Administrations locales et le relativement nouveau Vernon Treatt comme ministre de la Justice. [14] Face à une population de 53.000 chômeurs inscrits, le 30 août, Mair a fait des plans pour lutter contre le chômage des jeunes en offrant de généreux régimes de retraite aux mineurs de charbon et en instaurant la retraite obligatoire à 60 ans, réduisant ainsi de moitié le taux de chômage. Malgré les tentatives de rassurer les spéculations commerciales sur le déclenchement de la guerre, le 3 septembre 1939, la Seconde Guerre mondiale éclata. À la réunion du cabinet le lendemain, Mair, ses deux fils s’étant enrôlés, réaffirma la nécessité de soutenir la Grande-Bretagne et les Alliés. Mair assuma personnellement cette responsabilité en accordant £4000 en prêts de guerre. En décembre, le gouvernement de Mair a refusé d’enregistrer les médecins allemands réfugiés et Mair a par la suite critiqué le Premier ministre Robert Menzies pour ne pas avoir interné des étrangers ennemis. Lorsque le Parlement a repris ses travaux en mars 1940, le chef de l’opposition, William McKell, a présenté une motion de censure contre le gouvernement, invoquant son inefficacité à lutter contre le chômage et le logement. Mair a répondu en déchirant leurs arguments dans un discours d’une heure et demie.
Le choix de Mair au poste de ministre de la Justice Vernon Treatt s’est avéré problématique lorsqu’il a été allégué qu’il avait agi pour réduire les amendes imposées à certaines entreprises qui avaient vendu du pain de mauvaise qualité au ministère de la Défense. En dépit d’une commission royale qui a innocenté Treatt de tout acte répréhensible, la confiance du public dans le gouvernement Mair avait chuté. Lors de la campagne électorale du 10 mai 1941, Mair se débrouilla mal, ne se distinguant guère de son prédécesseur et proposant des politiques, mais ne promettant qu’une action après la guerre. McKell’s Labor Party a fait le contraire, laissant les questions de guerre au gouvernement fédéral et promettant les réformes actuelles. Aux élections, le Parti travailliste a obtenu plus de la moitié des suffrages, tandis que le Parti national de Bruxner a perdu neuf sièges et l’UAP de Mair a perdu vingt sièges : douze pour le Parti travailliste, sept pour les indépendants et un pour la redistribution. [18] Mair a lui-même conservé son siège avec 52,47 %. Les forces politiques conservatrices ne reprendront le pouvoir qu’en 1965, sous Robert Askin.

## Fin de carrière

### Opposition
Mair devint chef de l’opposition des partis conservateurs brisés le 19 mai 1941 et, malgré la défaite électorale, il s’engagea à soutenir pleinement le gouvernement en matière de guerre. Cependant, avec les très mauvais résultats du Parti fédéral d’Australie-Unie sous Billy Hughes aux élections fédérales de 1943, l’UAP s’est désintégré. Un grand nombre d’anciens membres de l’UAP ont ensuite formé le Parti démocratique en Nouvelle-Galles du Sud, dirigé par Mair, tandis que d’autres sont passés au Parti du Commonwealth et au Parti libéral démocrate. Le Parti démocrate fusionne ensuite avec le Parti du Commonwealth en janvier 1944. [20] Avec le vote conservateur divisé en deux, Mair a eu peu de chance, et a démissionné comme chef du Parti démocratique le 10 février 1944, pour être remplacé par le chef adjoint Reginald Weaver, qui est ensuite devenu chef de l’opposition, Mair devenant chef adjoint. [21] Weaver et Mair ont mené les forces conservatrices désespérément divisées à la défaite aux élections du 27 mai 1944, perdant trois autres sièges. C’était aussi la dernière élection d’Etat contestée par Mair, dont il conservait son siège pour la dernière fois avec 53,06%.
Après la défaite électorale, Mair a joué un rôle central dans les négociations visant à fusionner les partis conservateurs pour former le nouveau Parti libéral de Robert Menzies, devenir délégué à la Conférence de Canberra en octobre 1944 et accueillir la deuxième conférence du parti à son siège à Albury au Mate Department Store. Malgré les premiers efforts pour fusionner le Parti Démocratique avec le Parti Libéral Démocratique devenant dans l’impasse sur les questions d’organisation du parti et par l’acrimonie entre Weaver et le chef du LDP, Ernest K White, ils ont finalement réussi et le Parti libéral est né au début de 1945. [23] Membre de l’exécutif libéral de la Nouvelle-Galles du Sud de 1945 à 1946, lorsque le chef du premier parti Weaver meurt subitement le 12 novembre 1945, Mair est choisi pour lui succéder.
Il n’est que brièvement devenu le deuxième chef du Parti libéral de la Nouvelle-Galles-du-Sud, jusqu’à ce qu’il démissionne de son poste de chef le 21 mars 1946.Son ancien ministre de la Justice, Vernon Treatt, lui succède. Le 14 août 1946, après avoir servi quatorze ans au Parlement de la Nouvelle-Galles du Sud, Mair a démissionné de son siège pour se présenter au Sénat australien pour la Nouvelle-Galles du Sud. [15] Lors des élections fédérales du 28 septembre 1946, le Parti libéral est défait et n’obtient aucun siège au Sénat en vue d’une élection, car le système électoral jusqu’aux élections de 1949 tend à donner tous les sièges dans chaque État au parti qui obtient le plus de votes.

#### Après la politique
Mair se retira de la politique et retourna dans sa propriété d’Albury, mais fut témoin de la perte de son ancien siège au profit du Parti travailliste à l’élection partielle du 9 novembre. Cependant, Mair aida à retourner son siège au Parti libéral aux élections de mai 1947. En 1948, il vendit Rockwood.
De retour à Melbourne en 1949, Mair a occupé divers postes d’affaires et d’organisation, notamment en tant que membre du conseil d’administration de l’hôpital dentaire de Melbourne, conseiller national de la Young Men’s Christian Association, Vice-président du Royal Victorian Institute for the Blind et vice-président du Guide Dogs for the Blind.Le 12 janvier 1949, le roi George VI, sur l’avis du gouverneur de la Nouvelle-Galles du Sud, John Northcott, lui accorda le titre "L’Honorable" à vie, pour avoir siégé pendant plus de trois ans au Conseil exécutif de la Nouvelle-Galles du Sud.
Près d’un quart de siècle après avoir quitté le Parlement, Mair mourut le 3 août 1969 dans sa maison de St Kilda, laissant sa femme, ses deux fils et sa fille.